# Omerta (roman)
Pour les articles homonymes, voir Omerta.
Omerta (titre original : Omertà) est un roman sur la mafia écrit en 2000 par Mario Puzo, l'auteur du roman Le Parrain.